# Увула
«Увула» — российская инди-рок-группа из Санкт-Петербурга, основанная в 2015 году.
По версии журнала «Афиша», группа является «главной надеждой лиричного дрим-попа в России». Фронтменом группы является Алексей «Лек» Августовский, который и стоит у истоков создания «Увулы». Журнал «The Flow» отмечает, что музыка группы является «светлой, но грустной», называя их «русскими The Smiths». Первый альбом «Никак (No Way)» вышел в 2016 году.

## История
Идея создания «Увулы» появилась у Алексея Августовского и Александра Смирнова во время путешествия по югу России в 2015. По приезде в родной для Алексея и Александра Санкт-Петербург они набрали остальных участников и основали группу. Название группы, переводящееся с латыни как «язычок», было выбрано Алексеем. Члены «Увулы» ездят на выступления в различные города с помощью вэна Кроме выступлений на площадках и фестивалях, группа также обрела популярность благодаря соцсети ВКонтакте. В 2020 году «Увула» выступила на передаче «Вечерний Ургант» с песней «Электрический ток». В этом же году «Пасош» и «Увула» записали совместный альбом «Снова возвращаюсь домой».
В июне 2022 года «Увула» написала в своей группе ВКонтакте пост, в котором говорилось, что коллективу более некомфортно размещать свою музыку в соцсети. Также группа объявила, что удаляет свою музыку с российских платформ VK Музыка и Яндекс Музыка. 1 декабря 2022 года через социальную сеть ВКонтакте коллектив официально объявил о прекращении существования группы и внесении в список запрещенных артистов в России.
В январе 2025 года группа выпустила новый сингл под названием «тут и там». В феврале того же года «Увула» выпустила сингл «кафе», который вошёл в EP «dancing with myself». Песни из этого EP были написаны Августовским без участия других членов коллектива. В марте был анонсирован первый за долгое время концерт группы в Тбилиси. После чего группа дала концерт в Ереване.

## Музыкальный стиль и влияние
Стиль «Увулы» характеризуется уникальным инди-рок-звучанием, в котором сочетаются элементы джаза, синтвейва и постпанка. Издание Colta называет его «атмосферно-романтичным дрим-попом, утопленным в уютном гитарном звоне а-ля 80-е...».  
«Увулу» часто описывали как дрим-поп или серф-рок группу, иногда даже сравнивая с мидвест-эмо, хоть сама группа отвергала эти сравнения. К тому же, фронтмен группы Алексей Августовский называл сравнение жанра группы с постпанком «достаточно опрометчивым».    
Ранние работы группы (до 2020 года) описываются как «...предельно расслабленные, словно тающие в предрассветном тумане...».   

Комментируя последний альбом группы «Устойчивая непогода» Алексей Августовский отметил:   
Мы стали «тяжелее», как кажется. У гитар более явные тембры, бас во многих местах подгружается, мы и правда, возможно, стали ближе к альтернативному року, сами того не желая. Вряд ли это плохо, так как, как правило, за нас придумывают наш жанр, и чем больше предположений, тем интереснее то, какие ассоциации мы вызываем у слушателя   

## Дискография[15]

### Студийные альбомы
- 2016 — Никак (No Way)
- 2017 — Я думал у меня получится
- 2019 — Нам остается лишь ждать
- 2020 — Ничего сверхъестественного
- 2021 — Устойчивая непогода

### Синглы и EP
- 2017 — Серф
- 2018 — Ты и твоя тень
- 2018 — With U (совместно с «SALUKI») [16]
- 2018 — Дом (совместно с «cherry candy»)
- 2018 — Люблю (совместно с «044 ROSE»)
- 2018 — новый твой (совместно с «источник»)
- 2019 — Много ошибок (совместно с «тима ищет свет»)
- 2019 — Днем с огнем (совместно с «Foresteppe»)
- 2020 — Снова возвращаюсь домой (совместно с «Пасош»)
- 2021 — Вновь и вновь (совместно с Bejenec)
- 2021 — Fukc 2020
- 2021 — Увидел другой
- 2022 — wake me up when 2021 ends
- 2025 — тут и там (here and there)
- 2025 — кафе
- 2025 — dancing with myself

## Клипы
- 2018 — Ты и твоя тень
- 2019 — Нам остается лишь ждать
- 2019 — Дранк
- 2020 — Электрический ток
- 2021 — Краткий миг